# Указ про реставрацію Імператорського правління
Указ про реставрацію Імператорського правління (яп. 王政復古の大号令, おうせいふっこのだいごうれい, осей фукко но дайґорей) — наказ Імператора Японії, виданий підданим 3 січня 1868 року.

## Короткі відомості
На середину 19 століття через системну кризу японського суспільства та неспроможність сьоґунату Токуґава вирішити її, в країні зросла політична вага Імператора Японії та його двору. Імператор традиційно керував країною де-юре, але де-факто уся повнота державної влади належала сьоґунам. Для відновлення престижу сьоґунату помірковані японські політики виснули ідею його оновлення, шляхом залучення до обговорення державних справ представників Імператорського двору. На противагу їм радикально налаштовані діячі пропонували ліквідувати сьоґунат Токуґава як неефективну управлінську систему і реставрувати в Японії пряме Імператорське правління.
8 листопада 1867 року 15-й сьоґун Токуґава Йосінобу пристав на пропозицію Тоса-хану скласти з себе повноваження сьоґуна і повернути владу Імператору. 9 листопада Йосінобу здійснив передачу владних повноважень Імператору, плануючи увійти до складу нового Імператорського уряду на правах прем’єр-міністра. Рішення сьоґуна поклало край існуванню сьоґунату і, тим самим, позбавило радикальних політиків можливості повалити його збройним шляхом. Наступного дня Імператор задовольнив прохання Йосінобу і скликав до японської столиці Кіото провідних японських політиків з метою створити новий колегіальний уряд. Серед запрошених були Токуґава Йосікацу та Мацудара Йосінаґа від роду Токуґава, Сімадзу Хісаміцу від Сацума-хану, Ямауті Тойосіґе від Тоса-хану, Дате Муненарі з Увадзіма-хану, Асано Наґаміті з Хіросіма-хану, Набесіма Наомаса з Саґа-хану, Ікеда Сіґемаса з Окаяма-хану. Більшість з них були представниками поміркованих сил, якими керували регент Нідзьо Наріюкі та принц Куніномія Асахіко.
Між тим представники радикальної партії на чолі з Івакура Томомі, Сайґо Такаморі, Окубо Тосіміті та Кідо Такайосі намагалися завадити створенню нового уряду, який би задовольняв екс-сьоґуна та поміркованих. З цією метою вони планували залучити на свій бік 15-річного Імператора Мейдзі, звільнити з посад регента Нідзьо та принца Куніномію, і захопити повноту влади в Імператорському дворі. Радикали приховали таємний наказ про покарання сьоґунату, який втратив свою силу 9 листопада, але поспішно зібрали війська ханів Сацуми, Тьосю та Хіросіми в столиці для охорони Імператора.
Створення нового імператорського уряду мало відбутися 2 січня 1868 року. Проте на вимогу політичного радника Тоса-хану Ґото Сьодзіро установчу нараду відклали на 4 січня. Користуючись зволіканням поміркованих сил, представник радикальної партії Івакура Томомі зібрав вночі 2 січня 1868 року голів і старійшин ханів Сацуми, Тоси, Хіросіми, Оварі, Етідзену та інших. Він проголосив від імені Імператора Мейдзі курс на реставрацію прямого Імператорського правління і звернувся з вимогою до присутніх сприяти цьому курсу. Івакура переконав їх, що помірковані намагаються стати на перешкоді волі Імператора.
Наступного дня, 3 січня 1868 року, війська цих ханів стояли на варті Імператорського палацу і не пропускали до нього членів поміркованої партії. Завдяки цьому на Імператорській нараді зібралися лише радикали, які прийняли від імені малолітнього Імператора Мейдзі «Указ про реставрацію Імператорського правління»:
Згідно з цим документом (1) оголошувалася реставрація прямого Імператорського правління; (2) ліквідовувався сьоґунат, а також посади Імператорського регента і канцлера; (3) засновувався новий Імператорський колегіальний уряд, який складався із голови, старших і молодших радників. Головою нового уряду призначався принц Арісуґава Тарухіто, старшими радниками ставали принци Комацу Акіхіто й Ямасіна Акіра, аристократи Накаяма Тадаясу, Сандзьо Саненару та Накамікадо Цунеюкі, а також володар Сацума-хану Сімадзу Тадайосі, володар Оварі-хану Токуґава Йосікацу, володар Хіросіма-хану Асано Наґакото, володар Фукуй-хану Мацудайра Йосінаґа, володар Тоса-хану Ямауті Тойосіґе. Посади молодших радників отримали аристократи Івакура Томомі, Охара Сіґетомі, Маденокодзі Хірофуса, Наґатані Нобуацу та Хасімото Санеяна. Екс-сьоґун до складу нового уряду не потрапив. Таким чином «Указ» давав можливість радикальній партії усунути з рід Токуґава і поміркованих від керування країною.
Того ж дня, в присутності Імператора відбулася перша нарада нового Імператорського уряду. Окрім членів самого уряду, в ній брали участь самураї Сацума-хану і Тьосю-ханів. Незважаючи на супротив Тоса-хану, на нараді було прийнято рішення позбавити екс-сьоґуна усіх титулів, а його рід більшої частини землеволодінь. Крім цього, встановлювалася виконавча вертикаль у вигляді «восьми служб», які виконували роль міністерств. Рішення наради виклали протести членів поміркованої партії та прибічників екс-сьоґуна. Останній покинув столицю без Імператорського дозволу, виїхавши до Осацького замку, і став готуватися до конфронтації з новим урядом. Протистояння радикалів із поміркованими призвело до спалаху в Японії громадянської війни.